# Universitat Süleyman Demirel
La Universitat Süleyman Demirel (SDU) és una universitat pública situada a Isparta, Turquia. Fundada el 1992, la universitat, amb uns 70.000 estudiants, és la segona institució acadèmica més gran de Turquia. La SDU és coneguda pels seus programes d'investigació agrícola, medicina, enginyeria i ciències empresarials. La universitat forma part del programa Erasmus, i és membre de l'Associació Universitària Europea.
Es va fundar l'11 de juliol de 1992 a Isparta. La universitat deu el seu nom a Suleyman Demirel, polític turc. La facultat d'Enginyeria i Arquitectura és la primera facultat de la universitat que abans era coneguda com a Acadèmia Estatal d'Enginyeria i Arquitectura d'Isparta fundada el 1976. La Universitat té quinze facultats, dotze escoles de formació professional, dues escoles superiors i quatre escoles de postgrau.
La Universitat Süleyman Demirel ocupa el 10è lloc a Turquia al rànquing URAP 2014-2015. A més, US News & World Report classifica la Universitat Süleyman Demirel en el lloc 14 de les millors universitats globals a Turquia. El QS World University Rankings va reconèixer la Universitat Süleyman Demirel com una de les millors universitats de Turquia.

## Facultats
La llista de facultats a la universitat:
1. Facultat de Belles Arts
2. Facultat de Productes Aquàtics
3. Facultat de Lletres i Ciències
4. Facultat d'Odontologia
5. Facultat de Teologia
6. Facultat de Ciències Econòmiques i Administratives
7. Facultat d'Enginyeria
8. Facultat d'Arquitectura
9. Facultat de Silvicultura
10. Facultat d'Educació Tècnica
11. Facultat de Medicina
12. Facultat d'Agricultura
13. Facultat de Ciències de la Salut
14. Facultat de Desenvolupament Tecnològic
15. Facultat de Dret
16. Facultat d'Educació

## Campus
El campus principal de la SDU ocupa la major part del suburbi de Çünür d'Isparta. La universitat té 300.000 metres quadrats d'àrea construïda en 10.000 terrenys. La majoria dels centres i facultats de la universitat es troben al campus.